# Veres Pálné
Farádi Veres Pálné, született: benicei, micsinyei és pribóci Beniczky Hermin Karolina (Lázipuszta, 1815. december 13. – Váchartyán, Pest-Pilis-Solt-Kiskun vármegye, 1895. szeptember 28.) a magyar nőnevelés úttörője, a 19. század iskolaalapító magyar nagyasszonya, az Országos Nőképző Egyesületnek alapítója.

## Élete

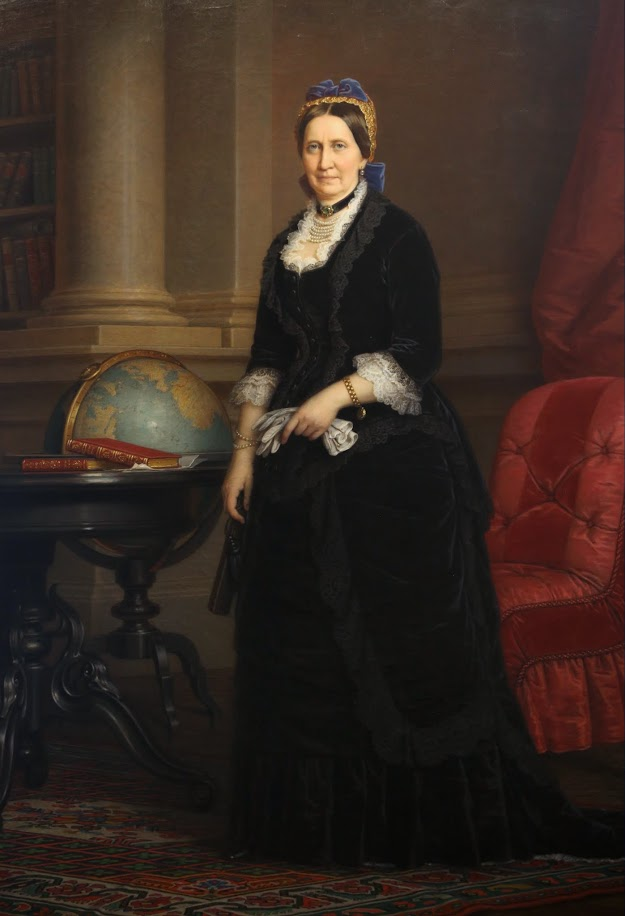
Barabás Miklós olajfestményén, 1881

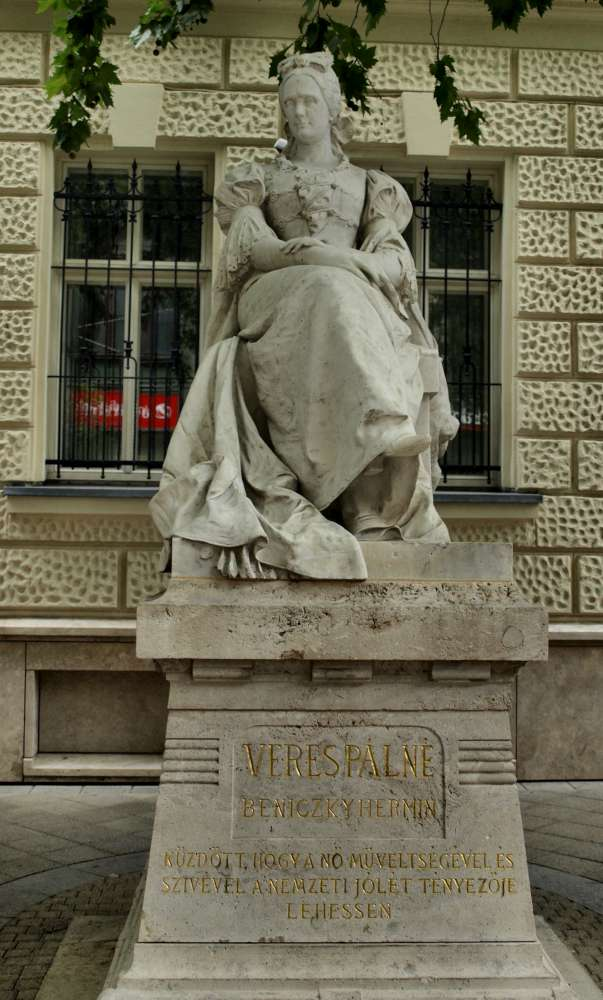
Szobra (Budapest, V. kerület, a Veres Pálné utca északi végén
Kiss György alkotása, 1906
(Az első nőt megjelenítő egész alakos köztéri szobor Magyarországon.)

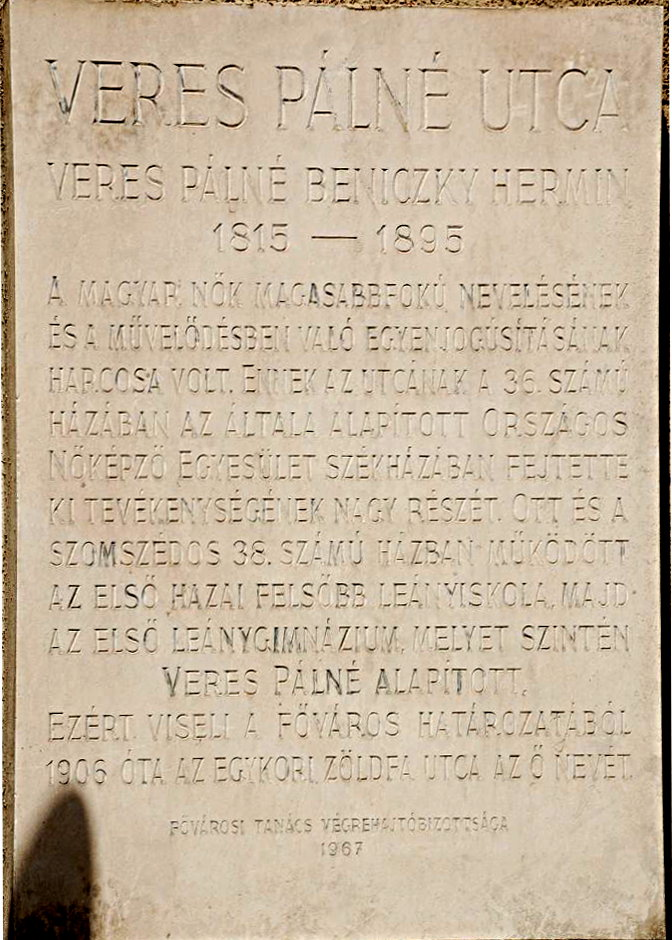
Veres Pálné utca

Az ágostai hitvallású, nemesi származású benicei, micsinyei és pribóci Beniczky család sarja. A Nógrád vármegyei Losonchoz közeli, manapság Terbelédhez tartozó, Lázi-pusztán született, a család birtokán. Apja, Beniczky Pál (1783–1816), Nógrád vármegye alispánja, földbirtokos, anyja, ózdi Sturmann Karolina (1787–1830) volt. Apai nagyszülei idősebb Beniczky Pál (1751–1802), földbirtokos és Meerwald Zsuzsanna (1765–1815) voltak. Anyai nagyszülei ózdi Sturman Márton (1757-1844), Gömör megyei birtokos, vasgyáros, a Gömöri vaskohászat fontos személyisége, egyház-kerületi felügyelő, műpártoló és felsőszudi Sembery Anna Mária (1756–1829) voltak.
Fiatalkorában elvesztette szüleit, csupán egyéves volt, amikor apja Beniczky Pál meghalt és 15 éves, amikor édesanyjától, ózdi Sturmann Karolinától is el kellett búcsúznia a kolerajárvány idején. Beniczky Herminnek még két leánytestvére volt: Mária (1814–1882), szlavnicai Sándor Zsigmond (1810–1876) házastársa, és Karolin (1815–1896), csemicei Csemiczky Eduárd (1814–1901) felesége. A három leányt édesanyjuk halála után, anyai nagyapjuk, ózdi Sturman Márton (1757-1844) nevelte, Tótgyörkön, a világtól elzárva. Sivár életet élt a három lány a különc öregúr mellett, aki mindent megadott, amiről azt hitte, örömet szerez nekik, csak szeretetet nem tudott adni, mivel megkeserítette kegyetlen sorsa, hogy feleségét és hat gyermekét vesztette el egymás után.
Apai nagynénje, Beniczky Teréz (1796–1837), ebecki Tihanyi Dániel grófné emelte ki a lányokat az egyhangú életből azzal, hogy meghívta őket magához Pestre. Ott aztán szembesültek hiányosságaikkal a lányok, különösen Hermin, aki ugyan rengeteget olvasott nagyapja könyvtárában, ám egy se volt azon művek közül a magyar irodalomból való. Magyarórákat kezdtek venni, és sok akkori közéleti emberrel, köztük Toldy Ferenccel és Szontagh Gusztávval ismerkedtek meg. Hermin nemcsak irodalmi, de igen élénk politikai érdeklődést is mutatott. Második pesti tartózkodása alatt ismerkedett meg jövendőbeli férjével, farádi Veres Pállal, aki akkor nógrádi földbirtokos és a megye főjegyzője volt. 1839-ben esküdtek meg Pesten. Házasságuk negyvenhat évében hű társak voltak, gazdag szellemi és érzelmi életben, segítő, bátorító, harmonikus kapcsolatban. Vanyarcon telepedtek le, s Veres Pálné férje halála után is ragaszkodott otthonukhoz mindaddig, amíg annak irányítása már erejét felülmúlta.
1841-ben született lányuk, Veres Szilárda, aki gondos, szigorú, következetes, ám szeretetteljes nevelésben részesült. Az ő nevelése indította el Veres Pálnéban a nők taníttatásának gondolatát. 1844-ben a házaspárnak fia született, aki három nap után meghalt, s mivel több gyermekük nem lett, Szilárda egyke maradt.
A család tartalmas társasági életet élt, Vanyarcon gyakran látták vendégül Szontágh Pált és barátját, Madách Imrét, akihez aztán igen mély baráti szálak fűzték a házaspárt. Egy ízben, 1847 nyarán a család véletlenül egy helyen üdült a Kossuth családdal, s velük is jó viszony alakult ki. Veresék Kossuth Lajos hívei voltak már korábban is.
1855-ben anyja Pestre vitte Szilárdát, hogy megfelelő tanárok oktathassák. Ő maga is részt vett ezeken az órákon, ahogy mondta, bepótolhassa azt a mulasztást, amely ő gyermekkorában elszenvedett. Rettenetesnek találta, hogy a lányoknak nincs semmilyen iskola, mint a fiúknak, ahol megfelelő műveltségre tehetnének szert. Az éles elméjű, haladó gondolkodású nőnek Madách Imre MTA székfoglalóján 1864-ben felolvasott, megalázóan szexista beszéde adta meg az utolsó lökést: „A nő korábban fejlődik, de teljes férfiúi érettségre sohasem jut, könnyebben felfog és tanul, de teremtő géniusz hiányával az emberek irányadó szellemei közé nem emelkedik. Ő mindig csak a szenvedő, sohasem a beható elemet képviseli, s innen, míg a dilettantizmus legkedvesebb kontingensét szolgálja, a művészetet és tudományt előre nem viszi. A nő alárendelt, testi és lelki ereje védelmet, ápolást keres, az erősebb férfiú lelkében éppoly érzéseket költ, mint az elhagyott gyermek, a hervadó virág, megdermedt madár.”
Hosszas hányódások után 1865. október 28-án, vasárnap megjelent Veres Pálné Felhívás a nőkhöz című cikke A Hon című lapban. A csekély reakcióra való tekintettel Veres Pálné újabb felhívást írt Buzdító szózat címmel. Ezt követően 1867. május 24-én összejövetelt szervezett, hogy megbeszélhessék a nők művelése ügyében teendő következő lépéseket. Az összejövetel sikerén felbuzdulva szűk egy évre rá, 1868. március 23-án megtartották a Nőképző Egyesület alakuló közgyűlését, amelyen Veres Pálnét elnökké, gróf Teleki Sándorné, széki gróf Teleki Jozefint (1838–1915) pedig alelnökké választották meg. Jelszavuk a „Haladjunk!” lett.
1869. október 17-én Eötvös József közoktatásügyi miniszter ellenzésével, ám Deák Ferenc támogatásával keltette életre Veres Pálné az első iskolát, amely a nők szellemi fejlődését, magasabb ismeretek megszerzésének lehetőségét tűzte ki céljául. A tantervet maga Veres Pálné készítette, miután azt tapasztalta, hogy a „tudós férfiak” nem fogták fel, mit is akar nyújtani az iskola. Eleinte az akkori Ország úton (ma Múzeum körút) béreltek két szobát, ebben indult útjára az első évfolyam. Tizennégy lány kezdte el tanulmányait, ám év végén csak heten tették le a vizsgákat. Többeket a jó idő beálltával vidéki otthonukba vitték szüleik, mondván: fontosabb a gazdaság, a birtok, mint holmi női tanulmányok.
A második évfolyamon már 37 növendéke volt az intézménynek, 13-an pedig csak bizonyos tárgyakat hallgattak. Az iskola az első évtizedek során folyamatosan anyagi gondokkal küzdött támogatás hiányában, ám ahogy nőtt a tanulók száma, újra és újra bővíteni kellett az intézményt. Bálokkal, estélyekkel és tombolákkal egybekötött hangversenyekkel gyűjtöttek pénzt az iskola működéséhez. Mindeközben a tanodának külföldön is híre ment, sokan jöttek megnézni azt, és csupa dicshimnuszt zengedeztek róla Németországban, Franciaországban és Sziléziában.

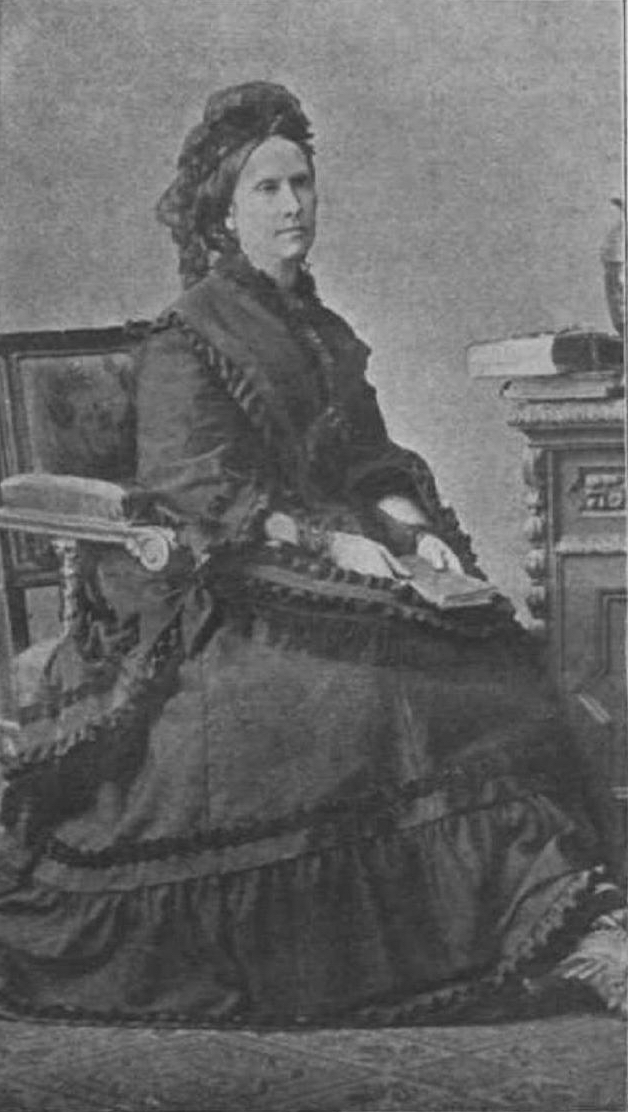
Veres Pálné

1880. október 13-án meghalt Veres Pálné első és egyetlen fiú unokája, ifj. Rudnay József. A fájdalom lesújtotta a családot, és ezen felülemelkedve született meg anyában és lányában az elhatározás, hogy Józsi emlékére saját iskolaépületet építtetnek. „Alapítványt teszek drága unokám emlékére, arra, hogy intézetünknek saját otthona legyen.” Megvásárolták hát a Zöldfa utcai (ma: Veres Pálné utca) telket, alapítványokból, sok rendezvényből és kölcsönökből. Mivel Józsi a reneszánsz stílust kedvelte a legjobban, ebben a stílusban épült az iskola, amit 1882. január 15-én avattak fel ünnepélyes keretek között. Az évek során megszerezték a mellettük lévő üres telket is, és azon 1888. május 16-án, két évvel férje halála után, s az ő emlékére avatták fel a Zöldfa utcai intézet második házát.
Idős kora és betegeskedése ellenére Veres Pálné gyakran utazgatott otthona és az intézet között. Folyamatosan küzdött a nők műveléséért, és annak elismeréséért, amely végül halála után nem sokkal következett be, megnyíltak az egyetem kapui a nők előtt. Betegágyán fáradhatatlanul megírta növendékei számára a később könyvben kiadott tapasztalati lélektant.
1895. szeptember 28-án lányáék váchartyáni házában hunyt el, ahová évekkel korábban átköltözött.

## Házassága és leszármazottai
1839. október 15-én Tótgyörkön férjhez ment a nemesi farádi Veres család sarjához, farádi Veres Pálhoz (Kutasó, 1815. december 14.–Balassagyarmat, 1886. május 8.), királyi tanácsoshoz, Nógrád vármegye alispánjához, akinek a szülei idősebb farádi Veres Pál (1788-1843) és felsőkubini Meskó Magdolna (1796-1866) voltak. Veres Pál és Beniczky Hermin házasságából egyetlenegy leánygyermek érte meg a felnőttkort:
- farádi Veres Szilárda „Konstancia” (Herencsény, 1841. szeptember 14.–Váchartyán, 1929. július 28.), az Országos Nőképző Egyesület elnöke, az Erzsébetrend nagykeresztjének tulajdonosa.[10] Férje, rudnói és divékújfalusi Rudnay József (Kisbélic, Nyitra vármegye, 1828. december 13.–Váchartyán, 1909. szeptember 4.), nemzetőr, 1848-as honvédhadnagy.[11]

## Emlékezete
- Az ő nevét viseli általa alapított gimnázium Budapest belvárosában, az ugyancsak róla elnevezett utcában. Az eredeti épület (a 36. szám alatt) ma már nem iskolaként funkcionál ugyan – magánkézben van, romos állapotban –,[12] de az intézmény változatlanul működik a szomszédos épületben.
- Emlékére szobrot állítottak a pesti Erzsébet téren, ám az alkotás 2001-ben restauráló műhelybe került, s onnan 2007-ben nem a korábbi helyére került vissza, hanem a róla elnevezett Veres Pálné utca (a régi Zöldfa utca) északi sarkán került elhelyezésre.
- Vanyarcon ugyancsak az ő nevét viseli a helyi általános iskola.
- Élete utolsó lakhelyén, Váchartyánban szintén utca viseli a nevét (az köti össze a Budapest–Vácrátót–Vác-vasútvonal Rudnaykert megállóhelyét a község főutcájával).

## Művei
- Veres Beniczky Hermin: Nézetek a női ügy érdekében, szerzői kiadás, Pest, 1868
- Tapasztalati lélektan felnőttek számára, szerkesztette: Veres Pálné Beniczky Hermin; Országos Nőképző Egyesület, Budapest, 1895